# Kiaeria
Kiaeria (deutsch Kropf-Gabelzahnmoose) ist eine Gattung von Laubmoosen aus der Familie Oncophoraceae. Die Gattung ist benannt nach Franz Caspar Kiær (1835–1893), einem norwegischen Arzt und Bryologen.

## Merkmale
Die Moose ähneln kleinen Dicranum-Arten und bilden wie diese lockere bis dichte Polster. Die aufrechten, 1 bis 2 Zentimeter hohen (selten höhere) Stämmchen sind unten spärlich rhizoidfilzig. Die Blätter sind lanzettlich, aufrecht-abstehend, manchmal sichelförmig, die Ränder ganzrandig bis gegen die Blattspitze zu gesägt, mit austretender Blattrippe. Die Blattzellen sind an der Blattbasis verlängert und glatt, im oberen Blattteil verlängert bis annähernd quadratisch und glatt oder mamillös. Blattflügelzellen sind deutlich differenziert.
Die Sporenkapsel auf der 7 bis 16 Millimeter langen Seta ist kropfig und mehr oder weniger geneigt, der Kapseldeckel geschnäbelt. Die Peristomzähne sind bis etwa zur Mitte geteilt.

## Verbreitung
Kiaeria-Arten sind auf der Nordhalbkugel in den arktischen und subalpinen bis alpinen Bereichen verbreitet. Sie wachsen auf Silikatgestein und auf Erdboden.

## Arten
Es wurden bisher 6 Arten beschrieben:
- Kiaeria blyttii
- Kiaeria falcata
- Kiaeria glacialis
- Kiaeria pumila
- Kiaeria riparia
- Kiaeria starkei